# 荣姬
荣姬（日语：／ Eihime，1585年—1635年）是福岡藩初代藩主黑田长政的第二任正室。为德川家康的養女，亲生父亲为保科正直。母为久松俊胜之女多劫姫。戒名大凉院。

## 人物生平
荣姬之母多劫姬的母亲为于大之方，而于大之方正是德川家康的母亲，所以荣姬是德川家康的外甥女。
慶長5年（1600年）6月6日荣姬依舅舅德川家康的意思，嫁给与妻子离婚了的黒田長政。婚礼时，得到家康赠予的丰后国玖珠郡领的1000石的化妆料。关原之战时在西軍准备将东军的妻子儿女作为人质的计划实施之际，得家臣搭救与婆婆幸圆从大坂逃脱，来到长政的领国丰前国。
与长政之间生有嫡子黑田忠之（福冈藩二代藩主）、黑田长兴（秋月藩初代藩主）、黑田高政（东莲寺藩初代藩主）和女儿德姬（榊原忠次之妻）、龟子（池田辉兴之妻）。
在福冈藩发生黑田骚动之后的宽永12年（1635年），已经卧病在床的荣姬随着次代藩主即孙子吉兵卫（黑田光之）前往江户拜谒将军德川家光，在那之后不久死去。葬于西久保的天德寺，即现在东京都渋谷区的祥云寺。
就任秋月藩藩主的次子长兴为了供奉母亲的菩提，在秋月山净仙院建立了大凉寺（朝仓市秋月）。

## 登场作品
- 军师官兵卫（2014年NHK大河剧）：吉本实忧 饰 荣姬